# 云德
云德（德語：Jühnde，發音：[ˈjyːndə]）是德国下萨克森州哥廷根县的市镇，面积24.54平方千米，2023年12月31日人口为943人。